# Spadek hydrauliczny
Spadek hydrauliczny – pojęcie z zakresu hydrodynamiki podziemnej, hydrogeologii i hydrologii.

## Definicja
Spadkiem hydraulicznym nazywamy stosunek spadku wysokości hydraulicznej {\displaystyle \Delta H} do odległości {\displaystyle \Delta l} na jakiej spadek ten nastąpił
{\displaystyle I={\frac {\Delta H}{\Delta l}}.}
Bardziej ściśle, spadek hydrauliczny jest to wzięta ze znakiem ujemnym pochodna wysokości hydraulicznej {\displaystyle H} względem odległości {\displaystyle l,} na której nastąpiła zmiana parametru {\displaystyle H{:}}
{\displaystyle I{\stackrel {\mathrm {df} }{=}}-{\frac {dH}{dl}}.}

## Oznaczenia
Spadek hydrauliczny oznaczany jest najczęściej symbolami: {\displaystyle I,J,i,j.} Symbolu {\displaystyle i} należy jednak unikać do oznaczania spadku hydraulicznego, ze względu na możliwość kolizji z symbolem jednostki urojonej oznaczanej standardowo również symbolem {\displaystyle i.}

## Jednostki
Wysokość hydrauliczna i odległość mają ten sam wymiar – długość – zatem spadek hydrauliczny, jako ich iloraz, jest wielkością bezwymiarową (liczbą niemianowaną).

## Zastosowania
Pojęcie spadku hydraulicznego wykorzystywane jest najczęściej w hydrologii i hydrogeologii. Stosowane jest głównie przy opisie ruchu wód w strefie przypowierzchniowej płytkich gruntów. W hydrodynamice podziemnej pojęcie spadku hydraulicznego jest niezbyt często używane, gdyż w jego miejsce stosuje się pojęcie ciśnienia.
Uogólnieniem pojęcia spadku hydraulicznego jest gradient hydrauliczny.